# Al Bundy
Alphonse "Al" Bundy es un personaje ficticio y el protagonista principal de la serie de televisión estadounidense Married ... with Children, interpretado por el actor Ed O'Neill. Es un padre misántropo, amante de la cerveza, endeudado y con un salario muy bajo. Aunque es tacaño, fracasado, grosero, infeliz e intrigante, no obstante defiende a su familia, mostrando ingenio, sacrificio y capacidad de recuperación en tiempos de crisis. Él y su esposa, Peggy Bundy, fueron ubicados en la posición No. 59 en la lista de los mejores personajes en la televisión elaborada por el canal de televisión Bravo.
En una entrevista de 2016, Ed O'Neill reveló que basó su interpretación de Al Bundy en uno de sus tíos.

## Características del personaje
Al Bundy es un hombre simple y de clase trabajadora, siempre arrepentido de los giros que su vida ha tenido desde el final de la escuela secundaria. Era un corredor estrella en el equipo de fútbol Polk High School. Sin embargo, el matrimonio y una pierna rota le impidieron asistir a la universidad con una beca de fútbol americano universitario.
Al está casado con Peggy, a quien equivocadamente le pidió casarse con él mientras estaba ebrio. Tienen dos hijos: Kelly, una rubia tonta y promiscua, y Bud, un inteligente pero impopular chico que lleva el nombre de una marca de cerveza. En dos episodios separados, Peg se refiere a Al como Allen. Al vive en un suburbio de Chicago y es el orgulloso propietario de un automóvil Dodge de los años 1970 (aunque el modelo que se muestra ocasionalmente en la pantalla es un Plymouth Duster, a lo largo de la serie se lo conoce simplemente como "The Dodge"). Trabaja como vendedor de zapatos de mujer. Al odia su trabajo, lo pierde varias veces a lo largo de la serie, pero siempre termina volviendo a él. Durante todo el espectáculo se mencionó que Al gana el salario mínimo. 

## Recepción
Al Bundy tuvo una recepción muy positiva. La representación del personaje por parte de Ed O'Neill recibió elogios a lo largo del transcurso de la serie.